# Trama de Il conte di Montecristo
In questa pagina è riportata la trama de Il conte di Montecristo di Alexandre Dumas.

## Da marinaio a prigioniero

### Lo sbarco
28 febbraio 1815: Edmond Dantès, marinaio diciannovenne a bordo della nave mercantile Pharaon, ritorna a casa a Marsiglia. All'arrivo incontra il suo armatore, il signor Pierre Morrel, a cui comunica la morte del precedente comandante e amico Leclère. Nonostante il momento di lutto, Morrel fa capire a Edmond che il ruolo del defunto sarà presto suo, essendo onesto e bravo, cosa che aveva già dimostrato a bordo del Pharaon durante il viaggio, capitanando la nave in quanto secondo. Spinto dalle insinuazioni dettate dal feroce odio di Danglars, scrivano della nave, Morrel domanda a Dantès perché aveva fatto fermare la nave all'isola d'Elba. Edmond racconta come dovesse consegnare un plico al gran Maresciallo Bertrand, eseguendo le ultime volontà del comandante Leclère, e come in quell'occasione avesse scambiato due parole con Napoleone. Come si verrà a sapere in seguito, poi, durante l'incontro con il gran Maresciallo Edmond riceve l'ordine di portare una lettera confidenziale a un uomo a Parigi, con l'assicurazione che il suo contenuto è inoffensivo. Morrel è soddisfatto della risposta, anche se teme, e glielo riferisce, che gli incontri fatti sull'isola potrebbero causare dei guai al giovane. Riconfermando nuovamente la promessa del suo prossimo incarico di comandante, Morrel lascia che Edmond torni a terra per incontrare il padre Louis e la sua futura sposa, la catalana Mercédès.

### Il ritorno a casa
La prima visita di Edmond è per il vecchio padre, Louis, che ritrova dimagrito e senza soldi nella sua piccola camera: infatti l'anziano si era incaricato di saldare il debito con il vicino di casa Gaspard Caderousse, e le finanze rimaste gli erano bastate appena per sopravvivere. Edmond rimprovera affettuosamente il padre, gli offre subito i pochi beni che ha "contrabbandato" oltre la dogana (piccole quantità di caffè, tabacco e altri generi di conforto) e gli mostra i soldi guadagnati con il viaggio, assicurandolo che con essi e i futuri compensi da comandante non vi saranno più problemi economici. In quel momento entra il sarto Caderousse, che nonostante i complimenti affettuosi a Edmond, non riesce a celare del tutto l'invidia del benessere del vicino e la cupidigia per i denari che gli vede in possesso.
Una volta che Dantès esce per recarsi ai Catalani, il villaggio spagnolo, e riabbracciare l'amata Mercédès, Caderousse e Danglars si incontrano, e parlando mostrano il loro odio per Edmond, augurandosi di tutto cuore che la sua fortuna termini al più presto.
Nel contempo Edmond si è recato ai Catalani dove incontra Mercédès e suo cugino Fernand Mondego (pure lui catalano), il quale non riesce a trattenere la sua rabbia verso il francese che ha rubato il cuore della sua amata. Mercédès, infatti, ha respinto di nuovo la sua richiesta di matrimonio, ribadendo la fortissima amicizia che li lega, ma negando di amare altri fuorché Dantès.
Mentre i due innamorati passeggiano lungo il promontorio, tre uomini si incontrano; le fortune del protagonista, infatti, non passano inosservate a tre "amici" di Dantès che stavano bevendo nelle vicinanze, all'osteria della Riserva: Fernand, a cui ha sottratto l'amore di Mercédès, l'invidioso Caderousse e Danglars, che farebbe di tutto affinché il comando del Pharaon non andasse all'odiato Edmond.

### La lettera
Mentre Edmond e Mercédès si allontanano, Danglars stuzzica il giovane Fernand sul matrimonio tra i due, mentre Caderousse, alticcio, segue la conversazione con vago interesse. Danglars nasconde ai due amici la sua invidia per la promozione a comandante di Dantès, sottolineando il fatto di non voler fare del male al suo futuro superiore, ma di essere dispiaciuto per la situazione di Mondego. Così i due, quasi per scherzo, arrivano a concludere che la soluzione migliore sarebbe mandare Edmond in prigione per lungo tempo, allontanandolo così da Mercédès senza ucciderlo. Sempre con fare scherzoso Danglars, a conoscenza del fatto che all'Elba Edmond avesse ricevuto una lettera da recapitare in Francia, si fa portare carta e penna e scrive, con la sinistra per modificare la propria grafia, una lettera anonima che denuncia Edmond come agente bonapartista.
Una volta scritta, Danglars si rivolge ai due compari: Caderousse, nonostante il vino, si rende conto dell'atto infame che potrebbe essere la spedizione della lettera, al che Danglars gli ripete che nemmeno lui vuole male a Dantès, e spiegazza il foglio gettandolo in un angolo. Poco dopo i tre si separano, Danglars e Caderousse tornano a Marsiglia; Mondego invece fa finta di tornare ai Catalani mentre, dopo aver raccattato da terra il foglio, si reca in città per spedirlo. Danglars voltandosi e vedendo le mosse del giovane catalano si rende conto che il suo piano è ormai avviato. Adesso deve solo aspettare l'evolversi della situazione.

### L'arresto
Il giorno seguente Edmond e Mercédès festeggiano il loro fidanzamento all'osteria della Riserva, dove annunciano agli amici e parenti lì presenti (tra cui il vecchio Dantès, Fernand, Caderousse, Morrel e Danglars) il loro matrimonio, che avrebbero celebrato il pomeriggio stesso. La notizia suscita sorpresa fra i presenti e sgomento per Mondego. Mentre la coppia e il seguito sta per partire alla volta del Palazzo della città per la cerimonia di nozze, un commissario e quattro soldati traggono in arresto Edmond. Se da una parte Mercédès e Louis Dantès sono sconvolti, dall'altra Danglars e Fernand vedono realizzarsi i loro intenti (con Edmond fuori gioco, Danglars viene nominato da Morrel comandante della Pharaon, almeno fino alla soluzione della faccenda); il solo Caderousse è sinceramente preoccupato della situazione e sulle prime vorrebbe spiegare tutto, ma Danglars lo fa desistere.

### Villefort e l'interrogatorio
La lettera spedita da Fernand era stata, infatti, consegnata al sostituto procuratore del re e magistrato pubblico Gérard de Villefort. Costui, a soli ventisette anni, era giunto ad un importante posto nella magistratura, e stava, con sua grande felicità, per sposare Renée, erede dei Marchesi di Saint-Méran, ricchi e molto legati alla monarchia (quindi particolarmente severi verso i bonapartisti). L'unico suo motivo di preoccupazione è il padre, Noirtier, ex membro del governo napoleonico e bonapartista, che era stato quasi rinnegato dal figlio per preservarsi la carriera e i rapporti con la famiglia della fidanzata (aveva addirittura mutato il nome da Noirtier a Villefort). Ed è proprio durante il pranzo di fidanzamento tra Renée e Gérard che Villefort deve assentarsi per interrogare Edmond. Nonostante il Marchese e la Marchesa di Saint-Méran ricordino al futuro genero di tenere un atteggiamento non indulgente, il giovane (rispondendo alla richiesta della fidanzata) si reca ben disposto, nei limiti del possibile, all'interrogatorio.
Dopo aver incontrato l'armatore Morrel, che cerca di mettere una buona parola sul giovane agli arresti, Villefort inizia a interrogare Dantès: è subito colpito dalla sincerità del giovane, dalla sua onestà e, comprendendo la sua situazione e la certa innocenza, cerca di fare il prima possibile per risolvere il problema. Villefort comunica quindi ad Edmond che se gli avesse reso la lettera che avrebbe dovuto consegnare a Parigi sarebbe stato libero ma, una volta avutala tra le mani, rimane sgomento: il destinatario è suo padre!
Villefort cade nello sconforto; benché riconosca l'innocenza di Edmond e sia sul punto di rilasciarlo, sa che il legame tra il padre e il possibile complotto, se scoperto, potrebbe portare ad una speculazione mortale per la sua carriera e l'imminente matrimonio. Per seppellire questo segreto Villefort decide che vi è un'unica via, benché a discapito del povero Dantès, l'unico a conoscenza del destinatario della lettera e, forse, del contenuto. Villefort rassicura Edmond sulla sua situazione, promettendogli a breve la libertà, anche se dovrà trattenerlo ancora un poco al Palazzo di Giustizia. Detto ciò brucia la lettera diretta al padre e convince il giovane a non parlarne più, assicurandogli in questo caso la sicura salvezza; Edmond, credendo che l'uomo davanti a lui si stia adoperando con ogni mezzo per la sua scarcerazione, giura di fare ciò che gli è stato consigliato. Villefort fa così condurre Dantès nella prigione del Palazzo di Giustizia, e poi comincia a mettere in atto il piano che potrà salvarlo dalla catastrofe che pochi minuti prima si prospettava davanti a lui.

### La prigionia di Dantès

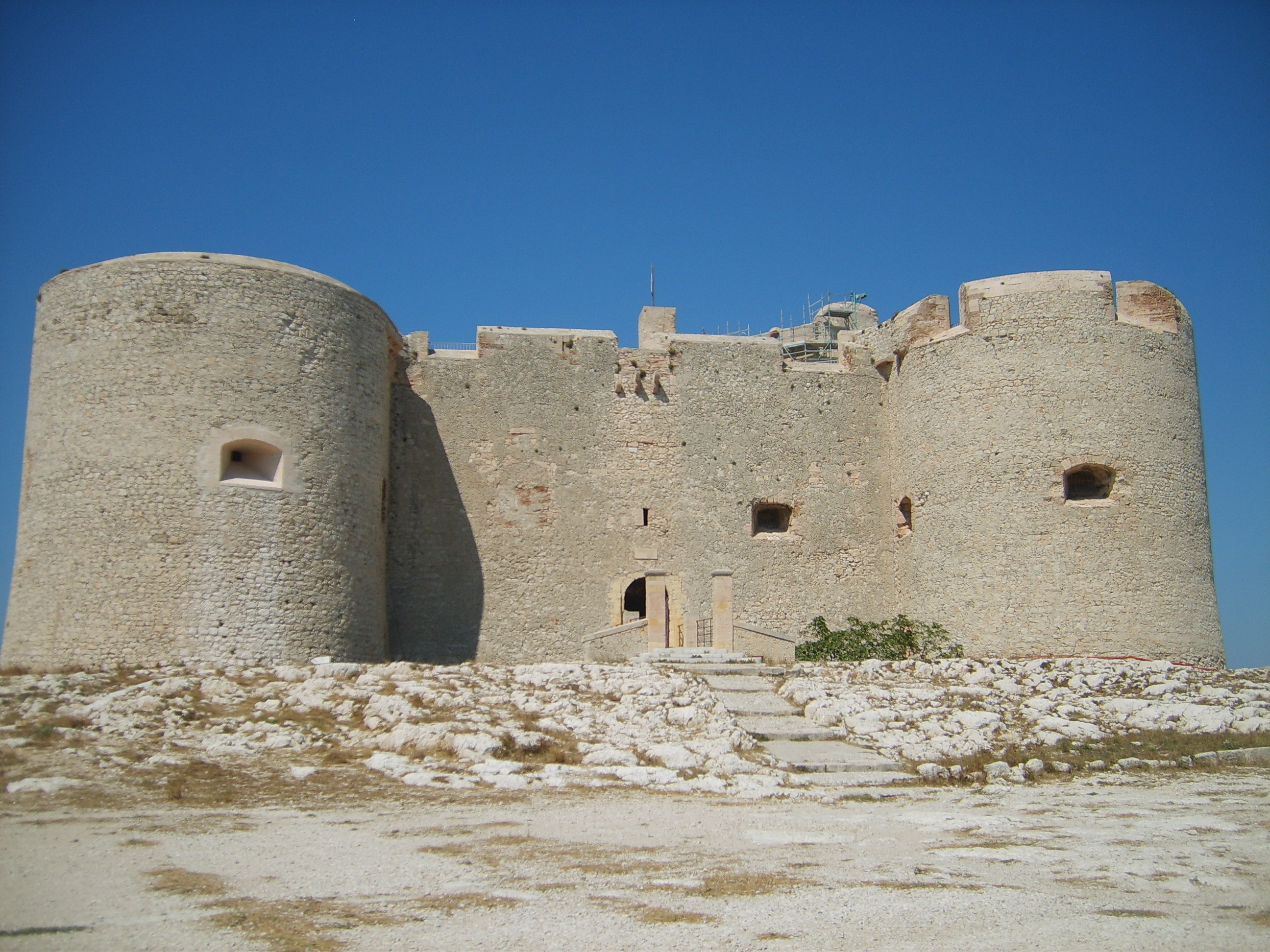
Il Castello d'If

Verso le dieci di sera del 1º marzo Edmond viene prelevato dalla prigione e portato al porto, dove una barca lo porta verso il Castello d'If, terribile prigione su una roccia in mezzo al mare. Edmond durante il viaggio è inizialmente ottimista sul suo destino, ma una volta venuto a sapere la meta del viaggio cade nello sconforto: arrivato al castello è rinchiuso in una cella. Il giorno seguente domanda al suo carceriere di poter incontrare il governatore del carcere; per la disperazione arriva a minacciarlo se non gli darà una mano, e per pronta risposta viene rinchiuso nelle segrete.

### Villefort alle Tuileries
Intanto a Marsiglia Villefort rientra in casa del Marchese di Saint-Méran e, dopo aver ricevuto una lettera che gli permetteva di essere ricevuto dal re, si congeda dalla fidanzata e dai suoi genitori, e si prepara per andare a Parigi. Prima di prendere la carrozza incontra però Mercédès, che gli chiede notizie sul fidanzato, senza ottenere nulla; l'incontro con la catalana colpisce Villefort, che per qualche minuto è indeciso sul da farsi, capendo la proporzione del suo misfatto, poi però non arretra e parte per Parigi.
Villefort giunge all'ufficio di gabinetto di Luigi XVIII al Palazzo delle Tuileries il 4 marzo, mentre il sovrano sta analizzando la situazione di Napoleone, che si teme possa compiere qualche azione per andarsene dall'Isola d'Elba e destabilizzare la situazione francese. Villefort riferisce al re di aver arrestato un bonapartista legato ad una pericolosissima cospirazione, che avrebbe portato in quei giorni alla fuga di Bonaparte dall'Elba e alla sua discesa in qualche zona dell'Italia o della Francia. Proprio mentre Luigi XVIII rassicura il giovane magistrato sulla poca pericolosità di un'azione del genere, entra nella sala il Ministro della polizia comunicando al sovrano che Napoleone ha lasciato l'Elba il 26 febbraio, ed è sbarcato in Francia (iniziavano quelli che passeranno alla storia come i "Cento giorni") dove ha trovato subito uomini e sostegno popolare. Il re, incollerito ancora di più sapendo che Napoleone marcia verso Parigi, comincia a rimproverare aspramente il Ministro, facendogli notare anche come Villefort, semplice magistrato di provincia, fosse maggiormente informato di lui. Durante la discussione Villefort apprende con orrore che un uomo la cui descrizione corrisponde a quella del padre, il signor Noirtier, è accusato dell'omicidio, ai margini di una riunione bonapartista in data 5 febbraio, del generale Flaviano Quesnel d'Epinay. Con lo sconforto dovuto alla paura che il padre possa essere catturato, Villefort lascia poco dopo le Tuileries, non prima che Luigi XVIII gli consegni la croce della Legion d'onore.
Rientrato in albergo, Villefort riceve inaspettatamente la visita del padre, con cui ha modo di parlare degli ultimi eventi: la lettera che doveva ricevere da Leclère, la ricerca dell'assassino di Epinay, e l'imminente arrivo nella capitale di Napoleone. Una volta rassicurato il figlio che in caso di un ritorno al potere di Bonaparte la sua persona sarà salvaguardata, Noirtier si separa da Gérard de Villefort (non prima di essersi cambiato d'aspetto per non essere riconosciuto e catturato da chi, certo, lo stava seguendo).

### Il ritorno di Napoleone e la seconda Restaurazione
Il 20 marzo 1815 Napoleone entra trionfalmente a Parigi: sotto il suo secondo e breve regno Villefort riesce comunque a conservare la sua posizione grazie all'influenza del padre, di nuovo alla corte dell'Imperatore. Un giorno riceve la visita di Morrel, l'armatore, che, avvalendosi del prestigio acquistato in seguito al mutamento della situazione politica, cerca di far liberare Dantès. Villefort si rende conto che accontentando l'armatore sarebbe finito, quindi gli fa scrivere una petizione al Ministro della giustizia, garantendogli il suo appoggio, in cui si sottolineano i meriti di Edmond Dantès come agente bonapartista, in modo che leggendola il ministro avrebbe dovuto scarcerarlo. In realtà però Villefort non inoltra il documento, bensì lo tiene pronto nel caso in cui la monarchia torni, per avvalorare il provvedimento nei confronti di Dantès.
Come da molti previsto, poco tempo dopo Napoleone viene sconfitto (a Waterloo), e Luigi XVIII ritorna re di Francia: a questo punto il destino di Dantès è più che mai segnato; Morrel non è più nei favori del regime, mentre dal canto suo Villefort gode di grande fiducia da parte del sovrano, e non deve preoccuparsi dell'innocente rinchiuso al Castello d'If.
Nello stesso periodo Danglars si reca in Spagna per lavorare come commesso presso un banchiere, mentre Caderousse e Fernand (che spera al ritorno di sposare Mercédès) sono coscritti. Il padre di Edmond dopo la seconda caduta di Napoleone perde ogni speranza e muore poco tempo dopo.

## Fuga dalla prigione

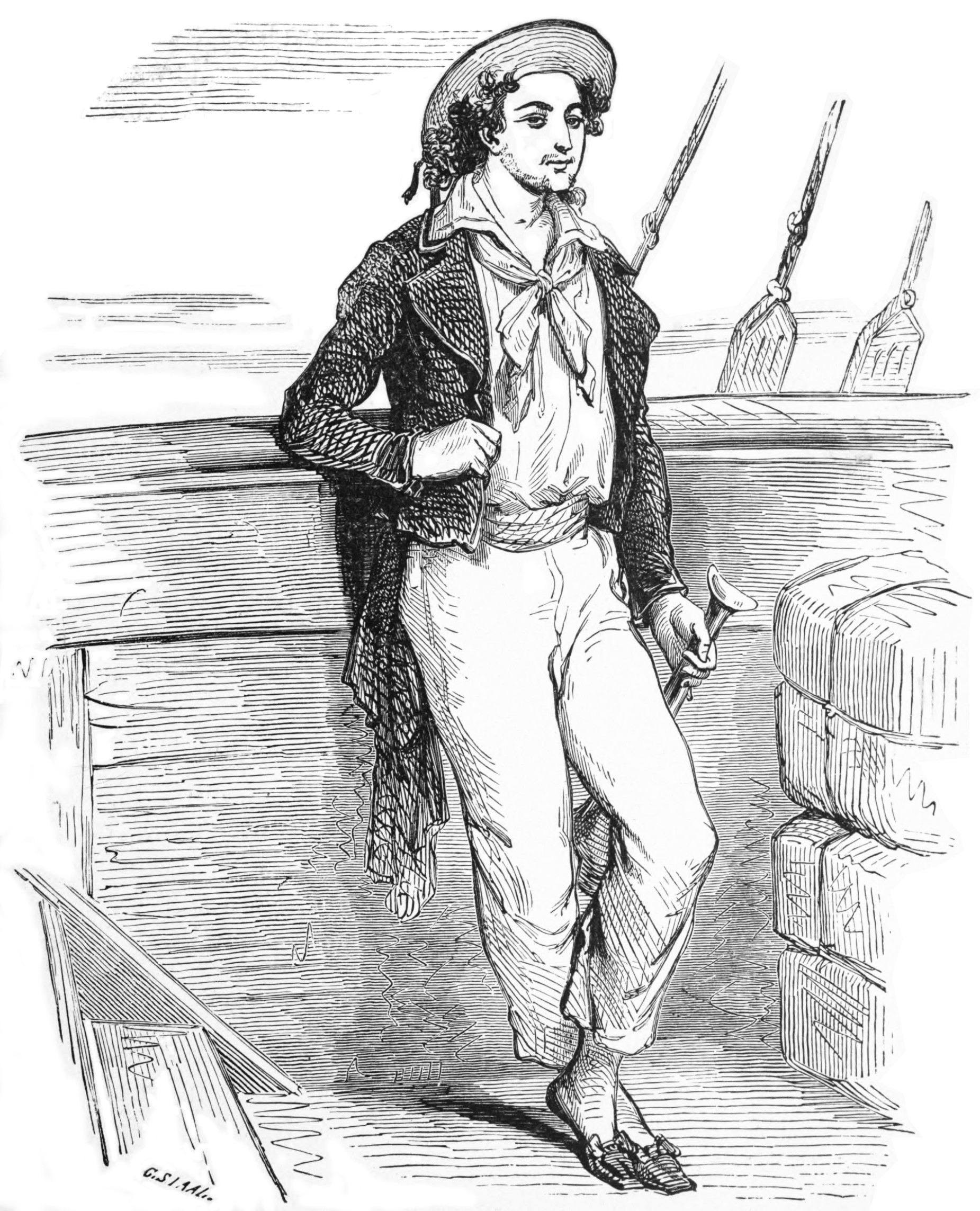
Edmond Dantès in una illustrazione di Pierre Gustave Eugene Staal presente nell'edizione del 1888 del romanzo.

Durante un'ispezione nella prigione, in data 30 luglio 1816, Edmond chiede disperatamente ad un funzionario di poter affrontare un regolare processo, cosa finora negatagli: l'ispettore, tale signor de Boville, colpito dalle parole del giovane, controllerà nel registro di consegna la situazione del detenuto "numero 34":
Questa nota, scritta da Villefort in un periodo successivo all'arresto di Edmond, tronca sul nascere ogni possibile iniziativa in suo favore, data la gravità dell'accusa. Durante l'ispezione il lettore fa la conoscenza di Faria, prigioniero numero 27, che dice di essere a conoscenza di un grande tesoro (appartenente alla famiglia Spada) di cui offrirebbe una parte a chi lo liberasse. Nemmeno questo ispettore però crede a Faria che, deluso, torna nel buio della sua cella alle prese con i suoi ragionamenti.

### L'incontro con Faria
Il tempo passa, e Dantès diventa sempre più afflitto: ogni giorno che passa la sua speranza di uscire dal castello d'If si attenua; a ciò si aggiunge la solitudine a cui è sottoposto nelle segrete. Edmond arriva a pregare intensamente Dio affinché venga rilasciato, ma la sua è solo "una fede passeggera", a cui segue una rabbia incontenibile verso gli uomini e verso lo stesso Dio. Gli anni passano, il desiderio di suicidio cresce; decide infine di farla finita, e inizia a gettare via il cibo, con l'intenzione di lasciarsi morire di fame. Tuttavia, quando ormai il suo corpo sta per abbandonarlo, sente scavare sotto il pavimento. Spera sia opera di un prigioniero e questo gli dà speranza.
Edmond abbandona così il suo proposito suicida e comincia anch'egli a scavare per facilitare l'opera del prigioniero: dopo poco tempo riesce a scambiare alcune parole con l'uomo, convincendolo per il suo bene a raggiungerlo nella cella per parlare comodamente. Ecco che dal pavimento della prigione esce l'abate Faria.
Faria, numero 27, è imprigionato nel castello d'If fin dal 1811, e ormai da molti anni stava scavando un tunnel che lo doveva condurre fuori dalla prigione, permettendogli di fuggire a nuoto verso una delle isole lì vicino. Purtroppo i calcoli erano sbagliati e quindi il prigioniero finisce nella cella di Edmond, con grande disperazione.

### Faria e Dantès
Fin dal primo incontro Edmond è colpito dalla figura di Faria: dotato di una tenacia e di una astuzia fuori dal comune, era riuscito a progettare ed eseguire il complesso piano di fuga, con pazienza in tanti anni. Ciò risolleva le speranze del giovane e lo convince a non arrendersi. Faria, con il quale Dantès instaurerà un'amicizia profonda, gli mostra il suo arsenale di oggetti utilizzati per l'evasione, il trattato filosofico che ha scritto (con mille arguzie), gli narra della sua enorme cultura datagli dalla lettura assidua di classici nel periodo precedente alla prigione. Il giovane marinaio, impressionato dal sapere del vecchio, gli racconta allora la sua storia, nella speranza che quell'uomo straordinario trovi le cause delle peripezie che lo hanno portato al castello d'If. In pochissimo tempo, sfruttando il suo ingegno e alcune conoscenze personali, Faria ricostruisce il complotto che ha portato alla rovina il suo amico, compreso il ruolo di Gérard de Villefort. È in seguito a questa atroce scoperta che Dantès giura che, una volta uscito, la vendetta sarebbe caduta terribile e inesorabile su coloro che lo avevano privato di tutto ciò che aveva caro al mondo.
In seguito Faria, su desiderio di Dantès, lo istruisce in varie discipline, dall'economia, alla matematica, alle lingue straniere ed alla filosofia.

### Il secondo tentativo di fuga
Faria elabora un secondo piano di fuga, per il quale i due passano ore a scavare un tunnel: dopo quindici mesi di lavoro tutto è pronto, ma il vecchio Faria viene colto sotto gli occhi di Edmond da un attacco apoplettico che lo rende infermo. Dantès si rifiuta di fuggire senza l'amico, il quale si convince del tutto della bontà d'animo del giovane, e della devozione che nutre per lui. Sentendo prossimo un terzo attacco, che lo ucciderebbe, Faria confida a Dantès la posizione di un grande tesoro, appartenuto alla famiglia Spada (egli era stato segretario dell'ultimo discendente della casata), nascosto sull'isola di Montecristo. Inizialmente Edmond crede, come tutti, che sia una fandonia, ma la vista di un documento che indica la posizione del tesoro, oltre al rispetto per Faria, lo convince sulla veridicità del racconto.
Faria fa imparare a memoria a Dantès l'ubicazione del tesoro, in modo che, quando uscirà, con o senza lui, possa venirne in possesso.

### L'evasione
Una notte Dantès viene destato dagli urli di Faria: giunto nella sua cella vede che sta per essere preso da un terzo attacco apoplettico. Dopo aver ricordato a Edmond del tesoro di Montecristo, e prima di essere colpito dalla crisi vera e propria, dà l'addio all'amico.
Una volta finito l'attacco Edmond spera che, come la volta precedente, la somministrazione di una medicina risvegli Faria, ma invece non funziona, confermando la morte del suo caro amico e maestro. Quando il carceriere si accorge di quello che è successo al "prigioniero 27" avverte il Governatore, che predispone la sepoltura per la sera. Dantès, ritrovatosi di nuovo solo, perde ogni speranza di uscire dalla prigione, ma poi la vista dell'amico defunto gli suggerisce un piano: si sostituisce al corpo di Faria nel sacco che ne contiene le spoglie e attende l'arrivo dei becchini, tenendo a portata di mano un coltello. Essi non si accorgono dello scambio, portano il sacco fuori dalla prigione e, legatogli una pietra ai piedi, lo gettano nel mare, il "cimitero" del Castello d'If. Per quanto sorpreso Dantès, che pensava di essere sepolto sotto terra, con il coltello riesce faticosamente a uscire dal sacco e tagliare la corda alle gambe, risalendo in superficie appena in tempo per non affogare.

### Di nuovo marinaio
Vedendo che il mare minaccia tempesta Edmond si dirige a nuoto all'isola di Tiboulen, dove aspetta un momento migliore per riprendere la fuga; il mattino dopo avvista una tartana genovese, la Giovane Amelia, si tuffa in mare e appoggiato a una tavola di legno riesce a raggiungere l'imbarcazione. Il naviglio, con a bordo contrabbandieri, accoglie Dantès, che riesce a entrare nell'equipaggio grazie alla sua bravura. Edmond, il 28 febbraio 1829, è finalmente libero.
Giunto a Livorno, dopo pochi giorni Edmond riparte per varie spedizioni, acquistando la fiducia di tutta la ciurma della Giovane Amelia e in particolare del giovane corso Jacopo. Durante questo periodo Dantès si rende sempre più conto di come la sua lunga esperienza in prigione lo abbia cambiato: sia fisicamente, dandogli vigore fisico e aspetto "vampiresco", sia mentalmente, dandogli una profondità e una ampiezza di conoscenza molto più grandi, e pure socialmente, dal momento che ora possiede un'immensa ricchezza. Tuttavia il cambiamento più grande è psicologico: da giovane idealista è diventato un uomo intenso, vicino all'ossessione per i suoi propositi di ripagare in natura ciò che hanno fatto a lui, vendicandosi.

### Il tesoro degli Spada

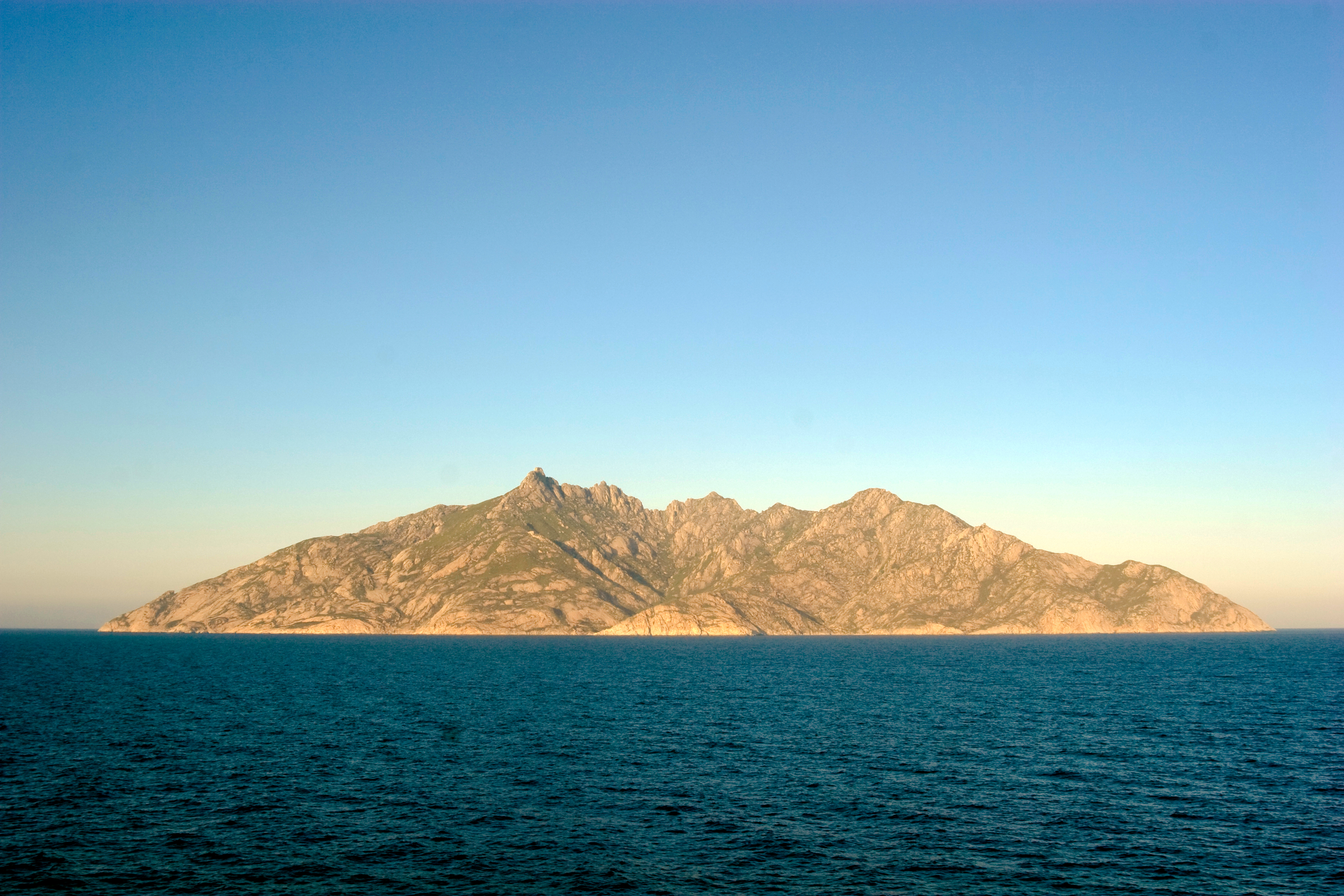
L'isola di Montecristo

Edmond coglie al volo l'occasione di una spedizione di contrabbando in cui si fa scalo all'isola di Montecristo per cercare il tesoro indicato da Faria. Durante la sosta nell'isola Edmond cerca il tesoro e, una volta trovata traccia sicura del luogo dove è conservato, fa finta di farsi male cadendo da una sporgenza, in modo da essere lasciato per qualche giorno libero sull'isola per cercare il tesoro. Dopo affannose ricerche, finalmente Edmond trova l'apertura che dava accesso a un sotterraneo, all'interno del quale rinviene un baule, il favoloso tesoro di Guido Spada.

## La ricompensa

### Il ritorno a Marsiglia e l'incontro con Caderousse
Quando la Giovane Amelia ritorna in Italia, Dantès ha con sé alcune gemme con le quali si procura grandi liquidità: acquista così due barche, una per Jacopo (con la quale deve recarsi a Marsiglia per avere informazioni su coloro che amava), ed uno yacht per sé stesso con il quale prelevare indisturbato il tesoro dall'isola di Montecristo.
Saputo della morte del padre e della scomparsa dell'amata Mercédès, Dantès torna a Marsiglia per ottenere ulteriori informazioni su di essi e sui responsabili del complotto di cui è stato vittima, e preparare così la sua vendetta. Si reca perciò all'albergo del Ponte di Gard, gestito, con scarso successo, da Gaspard Caderousse, a cui si presenta sotto la falsa identità dell'abate Busoni.
Edmond racconta al suo vecchio vicino di casa che Dantès, in punto di morte, aveva affidato all'abate la missione di regalare un preziosissimo diamante, equamente diviso, al padre Louis, a Mercédès, a Fernand Mondego, a Danglars ed allo stesso Caderousse. I due cominciano così a parlare: Caderousse, sia per il desiderio di avere più parti possibili del preziosissimo diamante, sia per render onore al vero, racconta all'abate la storia del complotto, oltre che i destini degli altri quattro destinatari del lascito di Dantès.
Vinte le resistenze della moglie, la Carconta, e le personali paure di una vendetta da parte di Danglars e Fernand, diventati grandi e potenti personalità, Caderousse comincia il suo racconto. Il vecchio Louis Dantès, distrutto dal dolore, si era chiuso nella solitudine della sua camera, rifiutando di vedere chicchessia o di essere aiutato economicamente, fino, secondo il parere di Caderousse, a morire di fame. L'albergatore racconta poi per filo e per segno la storia del complotto.
Dopo aver ascoltato con dolore e odio la verità che già Faria aveva ricostruito in prigione, l'"abate Busoni" continua a interrogare Caderousse, scoprendo che tutti coloro che lo hanno denunciato hanno avuto fortuna. Danglars, con speculazioni e fortunati investimenti, è milionario, il più ricco banchiere di Parigi oltre che barone; Fernand Mondego, riverito come eroe di guerra, è divenuto conte e Pari di Francia (deputato), ed ha sposato Mercédès, dalla quale ha avuto un figlio: Albert. Invece Pierre Morrel, ex armatore del Pharaon, dopo l'imprigionamento di Edmond ha subìto una serie di rovesci ed ora è sull'orlo del fallimento.
Alla fine l'abate si accomiata da Caderousse donandogli il diamante: l'albergatore in fondo è già stato punito in qualche modo (la sua vita familiare ed economica non sono certo rosee), ed il suo ruolo nel complotto è stato marginale: è giusto che abbia una possibilità di redenzione (anche se l'avidità dell'uomo lo potrebbe portare alla rovina).

### L'ufficio di de Boville
Il giorno dopo Dantès si presenta, sotto le sembianze dell'inglese Lord Wilmore (primo commesso della casa Thomson e French di Roma) dal sindaco di Marsiglia, dal quale apprende che Pierre Morrel, per quanto onesto e probo, è sull'orlo della bancarotta ed ha un grosso debito con il signor de Boville. Edmond si reca quindi nell'ufficio di de Boville, che altri non era che l'ispettore cui Dantès aveva chiesto aiuto quando era rinchiuso al Castello d'If. De Boville conferma di dover ricevere duecentomila franchi da Morrel, ma di riporre poche speranze sul pagamento dato che il Pharaon non è ancora giunto in porto, e che senza i soldi del suo carico Morrel non potrà pagarlo. Lord Wilmore compra il credito da de Boville, e chiede un favore all'uomo, che ricopriva ancora l'incarico di ispettore delle prigioni: poter vedere i registri delle prigioni, con la scusa di consultare le note su Faria. Riesce anche a venire a sapere, con sua grande gioia, che la sua fuga dal Castello d'If è stata archiviata con la sua dichiarazione di morte. Nei registri Dantès trova la denuncia scritta da Danglars, di cui si appropria; scopre inoltre l'inganno tessuto da Villefort, come Faria aveva intuito, e come lui stesso, divenuto adesso Procuratore del Re, avesse sfruttato (dopo la caduta definitiva di Napoleone) la petizione di Morrel per evitare che Dantès uscisse di prigione.

### La salvezza di Morrel
Dantès entra in casa Morrel sotto le mentite spoglie di Lord Wilmore, e scopre che la famiglia è ormai impoverita: due soli impiegati rimangono, Coclite, fedele contabile della famiglia, ed il giovane Emmanuel Herbault, innamorato della figlia dell'armatore, Julie. La casa è ormai spoglia e pervasa da un'aria di tristezza. Mentre Morrel e "Wilmore" discutono, giunge all'ex capitano la terribile notizia dell'affondamento del Pharaon, che sancisce di fatto la bancarotta della Morrel e Figlio.
Morrel si comporta comunque molto bene nei confronti dell'equipaggio sopravvissuto, anche se è costretto a licenziarli. Quando però Morrel rimane solo con il presunto inviato della Thomson e French scopre che quest'ultimo, rimasto suo unico creditore avendo rilevato i suoi debiti da de Bouville, ha deciso di offrirgli una dilazione del pagamento di tre mesi.
Nei successivi tre mesi Morrel riesce, con fatica, a pagare tutte le cambiali e le spese previste in quel periodo, per quanto la fiducia dell'ambiente commerciale nei suoi confronti sia crollata e ad ogni fine del mese ci si aspetti il fallimento della casa. Morrel è sempre più depresso e preoccupato; non sa che Dantès, in nome di tutto quello che l'armatore aveva fatto per lui, della sua onestà e della sua lealtà, si sta preparando a tirarlo fuori dai guai, nascondendo la sua vera identità dietro lo pseudonimo di "Sinbad il marinaio". "Lord Wilmore" preannuncia alla figlia Julie che prossimamente riceverà un biglietto. Morrel, come ultima risorsa, decide di chiedere un prestito a Danglars, anche in nome dei loro vecchi rapporti, ma il rifiuto del banchiere è un colpo durissimo alle speranza dell'uomo.
La situazione economica della casa Morrel e figlio ha le ore contate in vista della fatidica data del 5 settembre, quando "Lord Wilmore" verrà a riscuotere i 287.500 franchi che Pierre Morrel ancora non ha. Anche il contabile Coclite è disperato, perché conosce la situazione dei registri, e la scadenza prossima della dilazione. Intanto, la figlia e la moglie di Morrel richiamano a casa Maximilien, il primogenito, per affrontare la situazione, e il giovane, brillante come il padre e con una sicura carriera militare, si precipita a Marsiglia. Nel momento in cui il giovane varca la porta di casa, un messaggero consegna a Julie un biglietto, in cui la si invita, per il bene di suo padre, a recarsi in un certo luogo per ritirare una borsetta. Intanto Maximilien, appresa la gravità della situazione, si precipita dal padre, che trova indaffarato negli ultimi preparativi per suicidarsi. Pierre Morrel spiega che questa è l'unica soluzione rimastagli: solo il sangue avrebbe lavato il disonore della bancarotta. Egli ha fatto tutto ciò che era in suo potere, si è comportato sempre onestamente, non ha niente da rimproverarsi, ma ormai la situazione era compromessa. Il figlio in un primo momento vuole darsi la morte con il padre, ma poi viene convinto che rimanendo alla guida della casa potrà, forse, risollevare le sorti della Morrel e Figlio. Maximilien lascia così il padre, che attende solo l'annuncio dell'arrivo di Lord Wilmore per spararsi. Mentre le lancette scorrono inesorabili, la voce piena di gioia della figlia Julie interrompe i suoi pensieri; la giovane porta al padre una borsa e gli mostra ciò che vi è dentro: l'assegno per l'ammontare complessivo dei debiti di Morrel ed un diamante dal grande valore, con un biglietto sul quale è scritto "dote di Julie".
Morrel non si rende conto ancora di quello che sta accadendo, quando un annuncio giunge dalle scale: il Pharaon giunge in porto! Incredulo Morrel si precipita al porto, dove nello stupore di migliaia di persone, arriva una nave recante la scritta "Pharaon: Morrel e Figlio di Marsiglia", con a bordo la ciurma del Pharaon andato perduto ed un ricco carico nelle stive.
La famiglia Morrel passa così dal dolore alla gioia, mentre in disparte Sindbad il marinaio, alias Edmond Dantès, assiste alla scena per poi salpare sul suo yacht, dove Jacopo lo attende.
Chi doveva è stato ricompensato, adesso è il momento della vendetta.

### Franz d'Epinay e Sinbad il marinaio
Il romanzo riprende a narrare facendo un salto temporale in avanti di quasi dieci anni dagli eventi narrati, anni che Dantès trascorre viaggiando, soprattutto in Oriente, per raccogliere tutte le informazioni necessarie alla sua vendetta.
Primi mesi dell'anno 1838: il barone Franz d'Epinay e il visconte Albert de Morcerf (figlio di Mercédès e Fernand Mondego, conte de Morcerf) stabiliscono di passare il carnevale a Roma: poiché manca ancora del tempo a tale data, Franz compie alcuni viaggi nelle isole del Mar Tirreno, ed infine sbarca a Montecristo. Qui incontra Dantès, che si presenta a lui come Sinbad il marinaio, in compagnia di alcuni banditi; Dantès lo invita a cena nella sua lussuosissima grotta, in un'atmosfera da Mille e una notte, con il muto servitore Alì, raffinatissima tappezzeria, hashish e piatti prelibati. I due parlano: Sinbad descrive se stesso come un filantropo molto particolare che non disdegna di dare una mano a coloro che sono in difficoltà.
Al mattino Franz non trova più colui che lo aveva ospitato, solo scorge il suo yacht allontanarsi all'orizzonte.

### Le peripezie romane
A Roma Franz e Albert si incontrano e alloggiano all'albergo Londra, in attesa dell'inizio del carnevale; dopo aver visitato la Basilica di San Pietro, i due vogliono ammirare il Colosseo, ma il proprietario dell'albergo li mette in guardia dai briganti che infestano le strade nei pressi del monumento. Tra essi c'è il temibile Luigi Vampa, alla cui storia i due giovani si mostrano interessati, cosicché l'albergatore gliela narra. Con sua gran sorpresa Franz scopre come Vampa in gioventù avesse incontrato Sinbad il marinaio, proprio colui che gli aveva fatto da anfitrione a Montecristo. Finito il racconto Franz ed Albert si recano in visita al Colosseo: qui Franz assiste inavvertitamente all'incontro tra Luigi Vampa e Sinbad, dove quest'ultimo promette di salvare dal patibolo un amico del brigante, sfruttando le sue conoscenze. La sera successiva Franz e Albert si recano a teatro, e mentre assistono alla Parisina d'Este di Donizetti, lo sguardo di Franz è attratto da una giovane e bellissima donna dai lineamenti greci, seduta in un palco: alle sue spalle, nell'ombra, si trovava Sinbad il marinaio. Durante i preparativi per il carnevale i due giovani fanno la conoscenza del misterioso ed enormemente ricco e aristocratico Conte di Montecristo, così si faceva chiamare Sinbad il marinaio. Il Conte diventa loro amico, aiutandoli a passare con spensieratezza il carnevale romano, offrendo loro cene e passaggi in carrozza. La sera stessa in cui si chiude il carnevale, Albert si reca ad incontrare una donna che durante i giorni passati aveva dimostrato interesse per lui, sperando in un'avventura a lieto fine. Purtroppo per lui la donna era Teresa, compagna di Luigi Vampa, che in occasione dell'incontro lo fa rapire, e manda la richiesta di riscatto a Franz:
Il giovane barone d'Epinay, non riuscendo a raggranellare la somma richiesta, chiede aiuto al Conte di Montecristo, che sapeva in buoni rapporti con il bandito avendo assistito all'incontro fra i due al Colosseo. Informatosi dal messaggero che aveva consegnato la richiesta di riscatto, lo stesso salvato da Dantès dal patibolo, il Conte di Montecristo si reca insieme a Franz nelle catacombe di San Sebastiano, dove si rifugiava Vampa con la sua banda. Là riesce facilmente ad ottenere la liberazione del giovane Morcerf.
L'indomani, poiché Albert deve tornare a Parigi, Dantès si accomiata dai due giovani, chiedendo ad Albert un favore: quando verrà a Parigi gradirebbe essere introdotto alle alte personalità della città, dato che laggiù non era conosciuto. Albert accetta con entusiasmo la proposta, e dà appuntamento al Conte per il 21 maggio di quell'anno nella sua dimora.

## Vendetta

### La colazione in casa de Morcerf
21 maggio 1838: quasi dieci anni dopo il suo ritorno a Marsiglia, Dantès inizia a mettere in atto il suo piano di vendetta. Con la solita falsa identità del Conte di Montecristo, si trasferisce a Parigi. Il primo evento mondano è la mattina stessa, a colazione da Albert de Morcerf - figlio di Fernand Mondego - assieme a Lucien Debray, il signor Beauchamp, il signor Château-Renaud e Maximilien Morrel. Durante il pasto Dantès riesce a tessere i primi buoni rapporti con gli altri commensali, sfruttando, adesso come in seguito, la sua notevole cultura (arte, chimica, storia...) e la sua abilità retorica. Riesce inoltre ad ottenere preziose informazioni, quali il prossimo matrimonio del giovane de Morcerf con la figlia di Danglars, Eugenie, e la già avvenuta unione tra Emmanuel Herbault e Julie Morrel.
Rimasto solo con il Conte, Albert lo introduce ai due genitori, Fernand Mondego e Mercédès: mentre la catalana sembra riconoscere Edmond, Mondego no, anzi ne ha un'ottima impressione, anche grazie alle lusinghe che il Conte gli fa.

### Il racconto di Bertuccio
Edmond si reca insieme al suo intendente còrso, Giovanni Bertuccio, nella casa che ha acquistato ad Auteuil: qui il servitore è preso dal panico. Così, costretto dal Conte a raccontare il perché del suo terrore, inizia una lunga storia. 
Siamo nel 1815: il fratello di Bertuccio parte per la guerra; dopo Waterloo rimane senza soldi, così Bertuccio parte dalla Corsica e si reca a Nîmes per aiutarlo, ma al suo arrivo scopre che è stato assassinato. Si rivolge perciò al procuratore del re della città, Gérard de Villefort, che si era fatto trasferire da Marsiglia dopo i fatti che ben conosciamo; il magistrato si rifiuta di aiutare Bertuccio a fare giustizia, sostenendo che l'uccisione di un soldato bonapartista da parte dei sostenitori del re è cosa normalissima data la situazione. Infuriato dall'atteggiamento di Villefort, Bertuccio promette che lo ucciderà. 

Il 27 settembre 1817, Villefort si reca in una casa di Auteuil - la stessa acquistata da Dantès, dove Bertuccio racconta la storia - per incontrare una donna (che scopriremo essere la moglie di Danglars), con cui aveva una relazione e da cui stava per avere un figlio: mentre Villefort esce di casa per sotterrare una cassetta in giardino, Bertuccio esce dal nascondiglio e lo pugnala. Poi, aperta la cassetta, vede che dentro vi è un bambino: Villefort stava infatti seppellendo suo figlio che credeva fosse nato morto, ma Bertuccio riesce a rianimarlo e, mentre fugge, lo lascia ad un ospizio.

Tornato in Corsica dalla cognata, Bertuccio le racconta tutta la storia. Ella decide di andare all'ospizio e prendere il figlio di Villefort, per allevarlo come fosse suo, con il nome di Benedetto; nel frattempo, Bertuccio riprende la sua occupazione di contrabbandiere.

Un giorno, il carico di contrabbando viene intercettato dai doganieri, e Bertuccio fugge nei pressi dell'albergo del Ponte di Gard, gestito da Caderousse. È la sera del 3 giugno 1829: Caderousse è appena venuto in possesso, tramite l'abate Busoni/Edmond Dantès, del diamante e ha fatto venire a casa sua un gioielliere per venderlo. Bertuccio assiste alla vendita del diamante, che però scontenta la cupidigia di Caderousse e della moglie.

Costretto dal maltempo a passare la notte nell'albergo, il gioielliere viene assassinato e nella colluttazione pure la moglie di Caderousse, la Carconta, viene uccisa da un colpo di pistola. L'albergatore fugge all'arrivo dei gendarmi, che invece trovano Bertuccio e lo arrestano per l'assassinio.

Bertuccio racconta tutta la verità, ma sarà solo l'intervento dell'"abate Busoni" che, avvalorando la sua storia, permetterà la cattura di Caderousse. Dantès, nel ruolo del religioso, raccoglie la confessione dei crimini del còrso, e decide di farlo entrare al servizio del Conte di Montecristo. 
La storia prosegue: Benedetto, ormai adolescente, è un ragazzo cattivo, presuntuoso e avido, che tormenta con richieste di denaro la cognata di Bertuccio, approfittando dell'assenza di quest'ultimo. L'autorità della povera donna non vale alcunché, perché Benedetto è a conoscenza che i due còrsi non sono i suoi veri genitori. 

All'ennesimo rifiuto di fronte alle continue richieste di soldi, Benedetto si reca nottetempo con due compari in casa e tortura la donna per ottenere il denaro; la madre adottiva prova a difendersi e durante la lotta, l'abitazione prende fuoco. I tre fuggono con il denaro e lasciano bruciare la poverina dentro la casa. 

Al ritorno dalla prigione Bertuccio trova la cognata morta e Benedetto sparito; distrutto, decide di entrare al servizio del Conte.
Finita la storia, il Conte consola Bertuccio: la verità ha fatto sparire i suoi dubbi su di lui, mentre le informazioni che ha appreso dal terribile racconto serviranno di certo per la sua vendetta.

### Gli incontri con Danglars e Villefort
Montecristo incontra Danglars, divenuto un ricchissimo banchiere: Dantès stupisce il barone con la sua parlantina; in seguito i due discutono sulla richiesta ricevuta da Danglars dell'apertura di un credito illimitato sulla sua casa in favore del Conte. All'inizio Danglars è restio, ma la ricchezza apparentemente infinita del Conte, assieme al voler mantenere il suo prestigio, gli fanno cambiare idea. Il conte riesce ad estendere il suo credito fino a 6 milioni di franchi. Dopo aver discusso d'affari Danglars presenta ad Edmond la moglie, Hermine, in compagnia di Lucien Debray (suo attuale amante), i quali, come tutti, rimangono stupiti dall'uomo.
Un incidente in calesse, abilmente orchestrato da Edmond, permette al Conte di Montecristo di guadagnare la riconoscenza di Héloise de Villefort, moglie del procuratore del re, e madre del secondo figlio di Gérard, lo scalmanato Édouard. Ben presto quindi Gérard de Villefort si presenta in casa del Conte di Montecristo: i due iniziano a parlare di filosofia e Dantès asserisce di essere investito di una specie di "missione divina", stupendo il magistrato, non preparato ad una situazione del genere.
Dopo l'incontro con Villefort, Dantès si reca nella casa della famiglia Morrel, per vedere come erano andate le cose in seguito alla salvezza della Morrel e Figlio ad opera di Sindbad il marinaio: Julie Herbault ed Emmanuel Herbault sono felicemente sposati; il signor Morrel è morto lasciando l'azienda con ottimi bilanci, anche se poi il genero e la figlia l'hanno venduta; infine Maximilien Morrel ha un'ottima posizione nell'esercito ed è innamorato di Valentine de Villefort che, pur ricambiandolo, è promessa (per ferrea volontà del padre Gérard) al barone Franz d'Epinay. La povera giovane non ha amici, il padre non la considera, mentre la matrigna Héloise è invidiosa del fatto che erediterà un grande patrimonio a discapito del figlio Édouard. Unica sua consolazione è la presenza del nonno, Noirtier de Villefort, rimasto però muto e paralizzato in seguito a un colpo apoplettico.

### Cattivi investimenti e fantasmi del passato
Nei primi giorni a Parigi il Conte di Montecristo è riuscito a fare colpo sull'alta società, e si è facilmente procurato le informazioni necessarie sui suoi nemici. Dopo aver conquistato la fiducia di Gérard de Villefort e della moglie, dopo aver stretto l'accordo con Danglars, essersi guadagnato la riconoscenza della consorte, e dopo aver intessuto buoni rapporti con i Morcerf ed i Morrel, Dantès può proseguire nel suo piano di vendetta.
Durante un incontro con la signora Villefort, Edmond le fornisce la ricetta di un potente veleno che non lascia tracce, a cui la donna sembrava molto interessata. Intanto la situazione in casa Villefort si evolve: il vecchio Noirtier, pur di non far sposare Valentine a Franz, provvede, nel suo testamento, a diseredare la nipote nel caso che le nozze si celebrino. Gérard però è inflessibile e prosegue nell'intento di voler maritare i due, con grande dispiacere della moglie.
Nel contempo Edmond assolda un italiano ed un giovane, che altri non è che Benedetto, figlio di Gérard de Villefort e Hermine Danglars. Per i due, dietro compenso, il Conte crea le false identità del maggiore Bartolomeo Cavalcanti e del figlio Andrea, sostenuti economicamente, per la loro finzione, dallo stesso Conte.
Dantès organizza poi un ricevimento nella casa di Auteuil invitando Morrel, i Danglars, i Villefort ed i Cavalcanti. Durante la serata riesce ad instillare il germe della paura in Villefort e nella signora Danglars, riferendo tra l'altro di aver trovato nel giardino il cadavere di un neonato. Villefort però aveva già scoperto da diversi anni che il figlio era sopravvissuto, anche se ne aveva perso le tracce: dunque il Conte di Montecristo non era una figura amica, bensì celava un segreto obiettivo, che il magistrato si impegna a scoprire. Purtroppo per lui gli incontri parigini con l'abate Busoni e Lord Wilmore (in entrambi i casi Edmond abilmente camuffato) non gli forniscono informazioni utili.
Nella stessa sera della festa ad Auteuil Andrea Cavalcanti viene fermato per strada da Caderousse, che aveva riconosciuto in lui l'ex compagno di carcere Benedetto e coglie l'occasione per ricattarlo. 

Era accaduto che, al tempo del processo istruito contro Caderousse per l'omicidio del gioielliere,  Caderousse era stato condannato ai lavori forzati a vita. Trasferito al carcere di Tolone, lì aveva conosciuto Benedetto, un prigioniero che era diventato suo compagno di catena. Edmond Dantès sapeva bene che la libertà di Benedetto è necessaria per la piena riuscita del suo piano di vendetta. Così, travestito da Lord Wilmore, aveva consegnato una lima ai due prigionieri, i quali l'avevano prontamente usata per segare la catena e fuggire poi a nuoto (in questo modo Dantès aveva concesso l'ennesima possibilità di riscatto a Caderousse).

Intanto Dantès manipola, con astuti stratagemmi, il mercato azionario e inizia un'opera di distruzione del patrimonio di Danglars. Danglars aveva promesso sua figlia Eugénie ad Albert de Morcerf, figlio di Fernand Mondego, ma, preoccupato per le sue finanze, egli medita di farla sposare invece ad Andrea Cavalcanti che, a dire del Conte di Montecristo, è portatore di una ingente fortuna famigliare. Edmond, inoltre, afferma di aver udito alcune voci poco chiare su presunte malefatte compiute da Fernand Mondego, conte de Morcerf, quando prestava servizio in Grecia. Danglars decide di fare delle ricerche su questo evento. Inoltre, il crollo economico incrina ancora di più la relazione tra Danglars e la moglie, a cui il banchiere rinfaccia la relazione con Lucien Debray.

### I dubbi su Morcerf ed il terzo avvelenamento
Gérard de Villefort capisce che il Conte di Montecristo vuole rovinare la sua posizione con la storia del figlio illegittimo avuto da Hermine Danglars. Nel frattempo, giunge a casa Villefort la marchesa di Saint-Méran. I marchesi di Saint-Méran erano giunti a Parigi da Marsiglia per concludere il matrimonio della nipote Valentine de Villefort con il suo promesso sposo, il barone Franz d'Epinay. Tuttavia, durante il viaggio il marchese era morto. A poche ore dalla firma del contratto matrimoniale, Valentine e Maximilien Morrel già si preparano alla fuga insieme per non essere separati, quando all'improvviso la marchesa di S. Méran muore, in circostanze simili al marito. 

Stavolta però il signor d'Avrigny, il medico di famiglia che era in casa Villefort, comunica a Gérard i suoi forti sospetti sulla tesi dell'avvelenamento. In seguito ai funerali dei Saint-Méran, Villefort cerca di concludere al più presto il contratto di matrimonio di Valentine, ma un nuovo colpo di scena sconvolge i suoi piani. Il signor Noirtier rende nota, alla presenza di Franz, Gérard, Valentine e altri, il resoconto della riunione bonapartista del 5 febbraio 1815, quella che seguì la morte del generale d'Epinay, il padre di Franz. Dal documento si evince come il generale fosse stato ucciso in duello dal presidente del comitato bonapartista; su precisa domanda di Franz, Noirtier conferma di essere lui l'assassino: a quel punto è Franz a rinunciare al matrimonio con Valentine.
Intanto il signor Danglars è sempre più propenso a dare in sposa Eugénie ad Andrea Cavalcanti. Rompe così l'accordo con Albert de Morcerf, causando la rabbia di suo padre, Fernand Mondego. Ma Danglars riferisce a Montecristo che proprio su Mondego ha ricevuto infauste notizie a proposito di un affare a Giannina, in Grecia. Albert viene a conoscenza della storia: Dantès gli presenta infatti Haydée, che gli narra la storia della caduta (e morte) di suo padre, il pascià Alì-Tebelen di Giannina, a causa del tradimento di un ufficiale francese, in cui il padre aveva riposto grande fiducia. Il Conte di Montecristo fa omettere però il nome dell'ufficiale nel racconto della giovane greca, lasciando il dubbio in Albert. In quelle ore appare sul giornale gestito da Beauchamp un trafiletto in cui si afferma che il pascià Alì-Tebelen fu tradito da un ufficiale di nome Fernand. Albert, infuriato, sfida a duello Beauchamp per difendere l'onore del padre, ma il giornalista prende tempo per raccogliere maggiori informazioni sull'accaduto.
In casa Villefort la situazione è mutata nuovamente: dopo la confessione di Noirtier dell'omicidio del padre di Franz e il fallimento del progetto di matrimonio, Valentine viene reinserita nel testamento del nonno. Valentine è dunque nuovamente destinata ad ereditare l'intera fortuna di suo nonno e dei genitori della madre, la famiglia Saint-Méran. La sua matrigna Héloise, che cerca fortuna per suo figlio Édouard, non perde tempo. Dopo aver avvelenato mortalmente i Saint-Méran, cerca di assassinare Nortier, al fine di far ereditare tutto a Valentine e poi ucciderla, lasciando il patrimonio a suo figlio. Tuttavia, il suo servo beve accidentalmente il veleno e muore. L'omicidio viene scoperto dal dottore, il signor d'Avrigny, che spiega a Villefort la situazione, incolpando però sua figlia Valentine! Il magistrato, sconvolto, supplica l'uomo di tenere nascosto il triplice assassinio, ancora per qualche tempo.

### La fine di Caderousse
Uscito dalla casa di Danglars, dopo aver ottenuto dal banchiere la sicurezza sul matrimonio con Eugénie, Andrea Cavalcanti/Benedetto viene a sapere che Caderousse lo vuole vedere: i due parlano a lungo, e Gaspard, avido, gli dice che i soldi che gli dava mensilmente non sono più sufficienti. Caderousse ha saputo inoltre del suo prossimo matrimonio con Eugénie Danglars, e quindi sa che può alzare il tiro nelle sue richieste di denaro. Andrea gli racconta di essere convinto che il suo vero padre sia il Conte di Montecristo, che lo mantiene come Andrea Cavalcanti, dopo averlo affidato al maggiore Cavalcanti di cui non è figlio. Caderousse è assai interessato alla fortuna del Conte: viene informato da Cavalcanti che Montecristo sarebbe partito il mattino seguente per Auteuil al fine di trascorrervi alcuni giorni, quindi si fa descrivere la casa dove alloggia (chiaramente per compiervi un furto). La sera del giorno successivo Caderousse penetra in casa del Conte, che però è là presente assieme al servitore muto Alì, avvisato da un biglietto anonimo (scritto ovviamente da Benedetto). Edmond, sotto le mentite spoglie dell'abate Busoni, coglie il ladro in flagrante. Caderousse chiede pietà a Edmond, che gli rimprovera di aver sempre seguito la via sbagliata tutte le volte che la fortuna lo aveva tratto dai guai: sia dopo il regalo del diamante da parte di Busoni sia dopo la liberazione (ad opera di Lord Wilmore) dalla prigione, Caderousse si era dato ad azioni criminali. Alla fine Edmond lascia andare il ladro, sapendo che probabilmente sarebbe caduto vittima di un attentato da parte di Benedetto, che stava appostato fuori casa. Appena uscito dalla villa, infatti, Caderousse viene pugnalato dal giovane. Dantès soccorre Caderousse in fin di vita, riesce a fargli firmare la denuncia contro Benedetto, e un istante prima che spiri gli rivela la sua vera identità, ottenendo il sincero pentimento da parte del malfattore.

### Il processo a Mondego
Beauchamp, di ritorno da Giannina, si reca a casa di Albert con un documento che provava il tradimento del padre. Il giovane visconte cade nello sconforto, ma Beauchamp, in nome della loro amicizia, promette di tenere il segreto su ciò che ha scoperto e permette all'amico di bruciare il foglio, unica prova.
Albert e il Conte di Montecristo partono per un breve periodo lontano da Parigi, in Normandia, ma il loro soggiorno viene interrotto dalla notizia della pubblicazione dello scandalo; su un giornale si leggeva infatti: "Quell'ufficiale francese al servizio di Alì-Pascià di Janina di cui parlava tre settimane fa il giornale "L'Impartial" e che non soltanto vendé la fortezza di Janina, ma anche il suo benefattore ai turchi, si chiamava di fatto a quell'epoca Fernand, come bene hanno scritto i nostri stimabili colleghi; ma in seguito questo signore ha aggiunto al suo vero nome un titolo di nobiltà: oggi è conosciuto come il conte Morcerf e fa parte della Camera dei Pari".
Albert si precipita a Parigi a casa di Beauchamp, e l'amico gli narra gli ultimi avvenimenti: il dossier su Morcerf era stato portato alla redazione di un importante giornale da un uomo venuto da Giannina, il quale aveva fatto intendere di essere pronto a rivolgersi ad un'altra testata in caso di rifiuto di pubblicazione. La notizia si era sparsa velocemente, arrivando alla Camera dei Pari dove, in presenza del conte Morcerf, era stato chiesto ed ottenuto un processo per stabilire la verità. Il racconto di Beauchamp prosegue: la sera stessa il processo ha inizio e Fernand tesse un'apologia che, grazie alla sua parlantina, riesce a convincere molti membri della commissione, già ben disposti in suo favore. Quando ormai la situazione sembra volgere al meglio per Morcerf, una lettera che annuncia una testimonianza diretta dei fatti viene posta all'attenzione del presidente della commissione. La commissione decide di ascoltare la testimonianza. Haydée, con sgomento di Morcerf, si presenta alla commissione, portando prove inconfutabili della sua identità regale. Inizia poi a raccontare la sua storia, partendo dal tradimento di Fernand, l'uccisione del padre, la sua vendita e quella di sua madre come schiave, fino al momento in cui venne comprata dal Conte di Montecristo al mercato degli schiavi di Costantinopoli. Nonostante Fernand si rifiuti di riconoscere Haydée, lei accusa davanti alla commissione il conte de Morcerf, reo di assassinio, tradimento e menzogna. Messo alle strette, Mondego si rifiuta di rispondere e scappa via dalla sala come un pazzo. Viene emessa dunque la sentenza: il conte Morcerf viene giudicato colpevole di tradimento.

### I Morcerf contro Montecristo
Terminato il racconto, Albert desidera compiere vendetta contro colui che ha scatenato questo inferno contro il padre: su indicazione di Beauchamp si reca da Danglars, il quale gli dice di aver chiesto informazioni su Morcerf a Giannina in seguito ad un dubbio instillatogli dal Conte di Montecristo. Allora Albert raggiunge il conte all'Opéra, lo incolpa per la rovina di suo padre e pubblicamente lo sfida a duello per il mattino successivo: la rabbia di Albert si scontra con la placidità del Conte, sicuro della vittoria e ben intenzionato ad uccidere il giovane, fino a poche ore prima suo amico. Mercédès, che ha seguito il figlio a teatro, si reca segretamente a casa del Conte di Montecristo e, affrontandolo come Edmond Dantès (era l'unica ad averlo riconosciuto), gli chiede di risparmiare Albert, in nome di quell'amore che un tempo li legava. Durante questo colloquio Edmond le rivela la verità sul suo arresto e sull'imprigionamento, le spiega che il suo compito adesso è vendicarsi per quei quattordici anni di prigione, di dolore e di sofferenze. Ma alla fine il Conte cede davanti alle richieste di colei che ha tanto amato: affronterà dunque Albert in duello, ma con l'intento di farsi uccidere. Edmond prepara tutto, scrive il testamento, dice addio a Haydée, si congeda da amici e servitori. Il mattino dopo, sul campo del duello e alla presenza di testimoni, inaspettatamente Albert si scusa pubblicamente con il Conte; Mercédès infatti, per salvare la vita ad Edmond, aveva rivelato tutta la verità al figlio.
Albert e Mercédès progettano poi di abbandonare la loro casa e di partire per ricostruirsi una vita. Mentre i due stanno facendo i preparativi per la partenza, il conte Morcerf, ormai caduto in disgrazia, si reca da Montecristo per affrontarlo. I due parlano, ed Edmond si rivela a Morcerf come Dantès: sconvolto, Fernand fugge via ma, arrivato alla sua casa, vede il figlio e la moglie che se ne vanno senza un saluto. Distrutto per la perdita di tutto ciò che aveva, Fernand si spara. Albert e Mercédès decidono di rifiutare l'eredità loro spettante (che viene donata in beneficenza) e si risolvono di alloggiare per qualche giorno in un piccolo albergo, poi decidono il da farsi: Albert partirà per l'Africa come soldato affinché possa ricostruire il suo onore sotto il nome di Herrera (il cognome da nubile di sua madre), mentre Mercédès tornerà ad una vita solitaria a Marsiglia nella casa del vecchio padre di Edmond Dantès, donatale da quest'ultimo.

### Un matrimonio all'aria
Nello stesso periodo Héloise cerca di concludere il suo piano diabolico: tenta di uccidere Valentine, facendo in modo che Édouard riceva tutta l'eredità. Durante una visita a casa di Morrel la giovane viene presa dagli stessi attacchi che il veleno della signora Villefort procurava. Morrel si precipita da Montecristo, mentre Villefort va a chiedere aiuto al dottore d'Avrigny. Edmond dice a Morrel di essere a conoscenza del dramma mortale che colpisce la famiglia Villefort, e di esserne indifferente; quando però vede la disperazione del giovane e viene a sapere del suo amore per Valentine, lo assicura che farà di tutto per risolvere la situazione. Intanto a casa Villefort ci sono buone notizie: Valentine è ancora viva. Come Noirtier fa capire a d'Avrigny, egli da tempo aveva intuito che avrebbero avvelenato la nipote, e fino a quel momento era riuscito a salvarla dandole ogni giorno un poco della sostanza mortale, neutralizzandone così parzialmente gli effetti: infatti tale sostanza a base di brucnina (mortale per una persona in salute) viene utilizzata come medicinale per curare Noirtier.
Intanto Danglars è sull'orlo della rovina, l'unico modo per uscirne è dare in sposa Eugénie ad Andrea Cavalcanti, anche se la giovane non vuole, noncurante della distruzione del benessere della famiglia (anche se sa che la madre ha raggranellato abbastanza per tirare avanti). Infatti tutto quello che rimane a Danglars è una buona reputazione e 5.500.000 franchi, di cui 5.000.000 da rendere a degli ospizi. Per questo motivo Danglars vuole dare la figlia in moglie al "principe" Cavalcanti: la dote in denaro che avrebbe ricevuto avrebbe di certo risollevato le sue finanze. Dietro alle pressanti richieste del padre, Eugénie accetta di sposare Cavalcanti, o almeno così gli fa credere. Qualche giorno dopo gran parte della Parigi che conta è a casa Danglars per assistere alla firma del contratto di matrimonio tra Eugénie ed il principe Andrea Cavalcanti. Al suo arrivo nella casa il Conte di Montecristo racconta, mentre i preparativi per il contratto stanno per essere ultimati, che aveva fornito al Procuratore Villefort delle nuove prove sull'omicidio di Caderousse; sentendo questa notizia Andrea Cavalcanti si dilegua (verrà però catturato la mattina dopo). Pochi istanti dopo i gendarmi irrompono in casa Danglars per arrestare Andrea, ovvero Benedetto, spiegando che si tratta di forzato fuggito dalla galera, ora accusato dell'omicidio di Caderousse. Approfittando della confusione generale Eugénie, assieme alla sua amica d'Armilly, fugge via dalla Francia in panni maschili per vivere finalmente secondo i suoi desideri.
In una sera Danglars è rovinato: ha perso la figlia e il matrimonio che doveva risollevare le sue finanze.

### Il funerale e il fallimento
La signora Danglars si reca da Villefort per chiedergli se poteva rinviare il processo di Benedetto/Andrea Cavalcanti, per poter aver tempo di risistemare la situazione famigliare, ma il procuratore del re è inamovibile.
Montecristo affitta (sotto le mentite spoglie dell'abate Busoni) una casa confinante con quella dei Villefort e sorveglia la stanza di Valentine, impedendo più volte che Héloise de Villefort la avveleni: si introduce infatti nella stanza e sostituisce le bevande mortali con sostanze benefiche. Una notte Edmond si rivela a Valentine, le fa scoprire l'identità del suo assassino e la rassicura sul fatto che presto tutti i problemi saranno risolti. Poi fa bere alla giovane una mistura che la fa cadere in un coma indotto: in questo modo tutti, compresa Héloise, credono che sia morta. La notizia della morte getta nella disperazione Morrel, Noirtier e Villefort; Morrel, disperato, chiede a gran voce che Villefort trovi l'assassino. Noirtier rivela al figlio l'identità dell'omicida (Héloise): Gérard, scioccato, chiede tre giorni di silenzio a Morrel e d'Avrigny, entro i quali avrà punito il colpevole. Intanto le esequie della morta Valentine vengono affidate all'abate Busoni: in questo modo Edmond può proseguire con il suo piano.
Mentre si svolge il funerale di Valentine, il Conte di Montecristo si reca da Danglars e gli chiede cinque milioni in ossequio al loro accordo: il Conte aveva infatti presso Danglars un credito di sei milioni di franchi e, avendone in precedenza presi novecentomila, poteva in qualsiasi momento chiederne il resto.
La reputazione di Danglars è così destinata ad essere rovinata: è costretto a venire meno alla richiesta del Conte oppure a quella degli ospizi; sceglie di pagare il Conte fornendo il denaro (cinque assegni da un milione di franchi l'uno) in cambio di una ricevuta generale di sei milioni con il quale il loro conto è regolato. Danglars quindi fugge a Roma per riscuotere (dalla casa Thomson e French) la lettera di credito in contanti e poter vivere in maniera agiata ma necessariamente anonima con i cinque milioni che avrebbe dovuto rendere agli ospizi.

### La rovina di Villefort
Edmond incontra Morrel dopo il funerale di Valentine e gli impedisce di suicidarsi: rivelatosi a lui come il salvatore di suo padre e come Edmond Dantès, gli chiede un mese di tempo per sistemare le cose, promettendogli che al termine di quel periodo non si opporrà al suo intento suicida, anzi lo aiuterà.
Intanto il processo di Benedetto/Andrea si avvicina: in un colloquio in prigione Bertuccio gli rivela l'identità del vero padre. Arriva intanto il giorno fatidico, in cui Gérard de Villefort ha giurato di farla pagare all'assassino di Valentine. Villefort ha un confronto con Héloise: come un giudice elenca le accuse dei quattro omicidi, mentre la moglie attonita, non risponde. Alla fine, con fare terribile e risoluto, il procuratore pone davanti alla moglie due soluzioni per fare giustizia: o il processo e l'esecuzione pubblica, che disonorerebbe tutta la famiglia, o il suicidio tramite il suo stesso terribile veleno. Detto questo Villefort lascia la moglie per recarsi al processo di Andrea.
Di fronte alla Corte d'assise e alle molte persone che erano venute ad assistere, il processo ha inizio: Villefort legge l'atto d'accusa, conciso ed eloquente, già pronosticando la sentenza. Quando gli è data la parola, Andrea rivela che è in realtà il figlio di Villefort salvato dopo che questi lo aveva seppellito vivo, nella famosa notte tra il 27 settembre e il 28 settembre 1817, nella casa d'Auteuil. Villefort, sorpreso e distrutto dalla rivelazione di quel terribile segreto, ammette la sua colpa e se ne va dal tribunale. Villefort, con il dolore e la disperazione nel cuore, si ricorda allora di ciò che aveva detto alla moglie poche ore prima e, sentendosi colpevole quanto lei, decide di fermarne il suicidio. Il suo progetto è di fuggire dalla Francia, e farsi una nuova vita, finalmente felice. Ma, tornato a casa, Gérard trova la moglie Héloise che spira pochi istanti dopo averlo visto; cerca disperatamente il figlio Édouard ma lo trova senza vita, ucciso dalla madre.
Disperato, ed in cerca di conforto, Villefort si precipita a casa del padre: il vecchio Noirtier è in compagnia dell'abate Busoni; quest'ultimo si toglie il travestimento e si mostra a Villefort come Edmond Dantès. Dantès si confronta con Villefort che, impazzito dal dolore, gli mostra la moglie ed il figlio morti: Dantès cerca di riportare in vita Édouard, ma fallisce. Distrutto dallo spettacolo di morte lasciato in casa Villefort (che si chiude con la pazzia di Gérard), Edmond prende con sé Morrel e assieme lasciano Parigi.

## Redenzione

### L'addio a Mercédès
A Marsiglia, mentre Morrel va a trovare la tomba del padre, Edmond incontra Mercédès (che aveva appena salutato il figlio Albert in partenza per l'Africa) nella casa del vecchio Louis Dantès. I due parlano a lungo: Mercédès non odia l'uomo che ha davanti, ma anzi rimprovera sé stessa per le scelte sbagliate che ha fatto e per non aver avuto fede in Dio quando era il momento. Alla fine, le strade dei due, un tempo giovani e felicemente innamorati, si dividono: la catalana resterà a Marsiglia, pregando per il figlio Albert (in missione con gli Spahis in Africa) e vivendo pensando ai momenti felici passati con Edmond Dantès prima della prigionia. Edmond poi parte, per completare i suoi piani.

### I dubbi e il passato
La morte inaspettata, e di certo non voluta, del figlio di Villefort, Édouard, fa sorgere in Edmond Dantès una serie di dubbi sulla sua opera di "giustiziere divino". È vero che nei sei mesi trascorsi a Parigi egli è riuscito a compiere quasi del tutto la sua vendetta, ma nel suo cuore sente che qualcosa non va e forse la sua vendetta si è spinta troppo oltre.
Le incertezze lo portano, così, ad un viaggio nel passato: si reca al Castello d'If, che ormai non è più una prigione, bensì una sorta di museo aperto ai turisti. Qui visita la sua vecchia cella e quella dell'amico Faria. Disperatamente in cerca di un segno che possa cancellare ogni dubbio e rimorso, Dantès riesce a venire in possesso del trattato filosofico che il vecchio abate italiano aveva scritto durante la sua prigionia. L'epigrafe del manoscritto recitava:
« Tu strapperai i denti al drago, tu calpesterai i leoni, ha detto il Signore. » 
Tali parole rincuorano Edmond, che vi vede una conferma della giustizia per ciò che aveva fatto ai suoi nemici, e del carattere divino che aveva dato alla sua missione di vendetta.

### Danglars e Dantès
Mentre il Conte di Montecristo si allontana da Marsiglia, Danglars giunge a Roma: subito si reca alla casa Thomson e French, dove si fa dare una lettera da cui risulta essere possessore di un credito di cinque milioni di franchi. Intenzione del banchiere è passare da Venezia, riscuotere una parte del denaro, poi recarsi a Vienna per stabilirvisi. Partita da Roma, la carrozza viene però intercettata da Luigi Vampa e la sua banda, avvisati per tempo dal Conte di Montecristo. Ricondotto nelle campagne romane, Danglars viene portato alle catacombe di San Sebastiano e rinchiuso nella stessa cella in cui era stato rinchiuso mesi addietro Albert de Morcerf. La prigionia di Danglars risulta subito molto particolare: ad ogni richiesta di cibo o bevande, questi gli vengono serviti celermente e sono di grande qualità, ma col difetto di avere un prezzo esorbitante, che Danglars, pur a malincuore, paga con assegni al portatore. Ben presto però il banchiere si stanca dello "scherzo", e domanda di parlare con il capo: Vampa allora gli chiede, in cambio della libertà, cinque milioni di franchi. Danglars rifiuta. Ma col passare dei giorni la fame e la sete diventano insopportabili, così il banchiere cede, tanto che, nel giro di meno di due settimane, non gli rimangono che cinquantamila franchi. Invece di spendere tale cifra, egli la conserva, sperando di essere liberato prima di morire di stenti, e poter così sopravvivere con quei denari.
Alla fine, esausto, ridotto ad uno straccio, reso disperato dalla fame, Danglars supplica Vampa, pronto a cedere anche quegli ultimi soldi che gli restavano in cambio non già della libertà ma della vita; in quel momento giunge il Conte di Montecristo che, ottenuto il sincero pentimento del banchiere, lo perdona. Poi, svelatagli la sua identità, gli lascia i cinquantamila franchi, mentre i cinque milioni vengono restituiti agli ospizi. Infine il Conte dà ordine a Vampa di rifocillare bene Danglars, e poi di rendergli la libertà.

### Una nuova vita
È il 5 ottobre 1838. Maximilien Morrel, sempre sconvolto per la perdita di Valentine, approda sull'isola di Montecristo, dove il Conte lo aspetta: la scadenza del mese è finalmente arrivata, e l'ora della morte del giovane Morrel si avvicina. Il Conte lo fa accomodare nel suo palazzo sotterraneo: qui gli fa ingerire dell'hashish, e fa entrare Valentine. Morrel, sotto l'effetto della droga, vedendo l'amata defunta crede di essere morto. Intanto Dantès affida Haydée a Valentine, chiedendole di proteggerla e di comportarsi con lei come una sorella. Egli, infatti, ora che la sua missione era definitivamente compiuta, ha intenzione di partire solo, ma Haydée, anche lei lì presente, si oppone alla partenza e gli schiude il suo cuore: la giovane greca offre ad Edmond un nuovo amore ed una nuova vita, che forse Edmond sente di meritarsi.
Finito l'effetto della droga, Maximilien si sveglia e Valentine gli rivela come sia stata salvata dal Conte di Montecristo (dal tentativo di avvelenamento da parte della matrigna), e di come sia stata portata lì, dopo il finto funerale, in attesa di ricongiungersi con lui.
L'indomani Montecristo e Haydée lasciano insieme l'isola. Prima di partire, Edmond lascia al servo Jacopo una lettera da consegnare a Maximilien e Valentine, in cui tra l'altro il Conte li rende eredi di parte della sua immensa fortuna.